# 胡波
胡波（1988年7月20日—2017年10月12日），筆名胡遷，中國大陸導演、編劇及作家。

## 生平
1988年，胡波出生于山東省济南市；2006年，胡波在北京拿到报考学校的专业合格证，但由于分数线未过而没有被录取；2008年，再次高考失利，他便在山东境内的一所专科学校上学；2010年，胡波考入北京电影学院导演系；2014年，胡波开始在网络平台上发表自己的文学作品。
2017年中，胡波的第一部也是唯一一部劇情長片《大象席地而坐》製作完成。10月12日，胡波自缢身亡，得年29岁，據報導，他的死因與他和製片人王小帥及其妻子劉璇的衝突有關。
2018年2月16日，《大象席地而坐》正式在第68屆柏林影展論壇單元首映；同年11月17日，該電影獲頒第55屆金馬獎最佳劇情片。

## 作品

### 文学作品
- 《小區》（2011[註 1]）
- 《牛蛙》（2017）
- 《大裂》（2017）
- 《远处的拉莫》（2018）

### 短片
- 《到科爾多瓦》（2011）
- 《偷喝牛奶的人》（2012）
- 《夜奔》（2014）
- 《远隔的父亲》（2014）
- 《海邊的房間》（聯合導演，2015）
- 《井里的人》（2017）

### 电影
- 《大象席地而坐》

## 獲獎記錄
- 2018年：第55屆金馬獎最佳剧情片[11]和最佳改編劇本[12]。

## 備註
1. ↑  收錄於2019年《大象席地而坐》一書

## 外部連結
- 胡波在豆瓣上的资料（简体中文）
- 爛番茄上《胡波》的資料（英文）
- 胡波在互联网电影资料库（IMDb）上的資料（英文）